# Ахурійська сільська адміністрація
Ахурі́йська сільська́ адміністра́ція (абх. Ахәри ақыҭа ахадара) — сільська адміністрація в складі Очамчирського району Абхазії. Адміністративний центр адміністрації — село Ахурі.
Сільська адміністрація в часи СРСР існувала як Охурейська сільська рада. 1994 року, після адміністративної реформи в Абхазії, сільська рада була перетворена на сільську адміністрацію та перейменована.
В адміністративному відношенні сільська адміністрація утворена з 3 сіл:
- Акуараш (Аквараш)
- Ахурі (Пірвелі-Охурей, Меоре-Охурей)
- Єлирган (Ілорган)

| Грузія | Це незавершена стаття з географії Грузії. Ви можете допомогти проєкту, виправивши або дописавши її. |